# Rhynchobatus laevis
Rhynchobatus laevis is een vissensoort uit de familie Rhinidae, die voorkomt in de kustwateren rondom Australië, Bangladesh, China, India, Japan, Oman, Pakistan, Sri Lanka, en Tanzania. Deze rog kan 147 cm, mogelijk zelfs 200 cm lang worden.

## Relatie tot de mens
Wetenschappelijk is er weinig over deze rog bekend omdat er vaak verwarring is met de nauwe verwant Rhynchobatus australiae. Op beide soorten roggen wordt gevist om hun vinnen. Het afsnijden van haaienvinnen levert de vissers veel op. Er bestaan diverse soorten van visserij waarbij deze roggen worden gevangen. Daarom staat de soort als kritiek op de Rode Lijst van de IUCN.